# Benhur Sánchez Suárez
Benhur Sánchez Suárez (Pitalito, 1946) es un escritor y pintor colombiano.

## Biografía
Nació en Pitalito, Huila, en 1946. Es hijo de Serafín Sánchez Vargas y Laura Suárez Bermeo. 
Hizo sus estudios primarios y secundarios en la Normal Superior de su pueblo natal y en 1964 se trasladó a Bogotá, donde ejerció el magisterio hasta 1972 al servicio de la Secretaría de Educación del Distrito Capital. Al mismo tiempo, realizó estudios de Dibujo Artístico en la Universidad de los Andes y en las Escuelas Colombianas de Arte.
Fue Director del Instituto Huilense de Cultura entre 1972 y 1974.
Se especializó en Diseño y producción editorial en Venezuela, Brasil, España y Francia. Estuvo vinculado a la Industria Editorial hasta 1985, en editoriales como Voluntad, en la cual dirigió el Departamento de Arte, y Educar Editores en la que se desempeñó como Director Editorial. Luego ingresó al Banco de la República, institución en la que sirvió en Servicios al Público en la Biblioteca Luis Ángel Arango y, años después, como Director de Asuntos Culturales del Banco en la ciudad de Ibagué. Durante 8 años fue coordinador de las páginas literarias de Facetas, edición dominical de El Nuevo Día, el diario del Tolima.

### Artes Plásticas
Durante varios años participó en exposiciones, tanto individuales como colectivas. En el campo de la pintura ha tenido figuraciones importantes, como su participación en el Salón Nacional de Artistas Rechazados, Bogotá (1970), en la I Bienal de Artes Gráficas, Cali (1970), en los VIII (1969), X (1971), XI (1972), y XIV (1975) Premio Internacional de Dibujo Joan Miró, Barcelona, en el Salón Nacional de Artistas, Bogotá (1976) y en el IV Salón Regional de Artistas, Ibagué (2005). En 1976 decidió abandonar la pintura de salones, concursos y exposiciones para dedicarse a la literatura, aunque no abandonó la actividad plástica como parte integral de su expresión artística.

### Literatura
Su carrera literaria la inició en 1967 cuando fue seleccionado para el Premio Esso de novela con su obra La noche de tu piel. Al año siguiente obtuvo el segundo puesto en el mismo certamen con su novela La solterona. Fue seleccionado también en España para los premios de novela Planeta 1968, Biblioteca Breve-Seix Barral 1970 y Alfaguara 1972.
Textos suyos han sido traducidos al francés, al alemán, al italiano y al inglés.
Ha sido jurado de varios concursos de cuento y novela, como el I Concurso de cuentos José María Vergara y Vergara, Bogotá, 1994, el Premio de Novela Ciudad de Pereira 1993 y 1995, y la Bienal de Novela José Eustasio Rivera en los años 1988, 2000 y 2004. Ha viajado por varios países de América Latina y Europa.

### Actualidad
En la actualidad está dedicado a la pintura y a la escritura. Es columnista de El Nuevo Día y colaborador del Boletín Cultural y Bibliográfico que edita el Banco de la República. Es miembro correspondiente de la Academia de Huilense de Historia.
En la Feria Internacional del Libro de Bogotá 2014, lanzó su Colección "Maestros Contemporáneos" de Pijao Editores.

## Distinciones
- 1969 - Bandeja de Plata, Salón Departamental de Pintura, Premio COLSEGUROS, Neiva.
- 1970 - Medalla de Oro, Salón Nacional de Artistas Rechazados, Universidad de América, Bogotá.
- 1989 - Medalla José Eustasio Rivera, Fundación Tierra de Promisión, Neiva.
- 1994 - Medalla José Eustasio Rivera, Gobernación del Huila, Neiva.
- 2015	- Primer puesto en la VI Muestra Departamental del Tolima, Galería Viva el Arte, Ibagué.
- 2017	- Premio EscriDuende 2017, al mejor escritor hispanoamericano de la Editorial Sial Pigmalión, Feria del Libro de Madrid, Madrid, España.
- 2018  - Reconocimiento "Orgullo laboyano", Pitalito 200 años (1818-2018), Pitalito, 2018.

## Obras

### Novelas
- La solterona, 1969.
- El cadáver, 1975.
- La noche de tu piel, 1979.
- A ritmo de hombre, 1979.
- Venga le digo, 1981.
- Memoria de un Instante, 1988.
- Así es la vida, amor mío, 1996.
- Victoria en España, 2001.
- El Frente inmóvil, 2007.
- Buen viaje, General, 2010.
- El libro secreto de Milton Wholman,2022.
- Los caballeros del desastre, 2023.
- La noche de las cuatro, 2025.

### Cuentos
- Los recuerdos sagrados, 1973.
- Cuentos con la Mona Cha, 1997.
- Historia de los malos tiempos, 2012.
- Cuentos, antología personal, 2014.
- Cantata en yo mayor, 2016
- El buzo negro y otros cuentos (antología), 2017

### Textos para niños
- En el comienzo, 1979.
- Los cuentos de mi abuelo, 1979.

### Ensayo
- Narrativa e historia, el Huila y su ficción, 1987.
- Humberto Tafur, en busca de la perfección, 1988.
- Arte, Música y Literatura, 1989.
- Identidad cultural del Huila en su narrativa y otros ensayos, 1994.
- Esta noche de noviembre, 1998.
- Crónica de un sueño, 2002.
- Mi ejercicio de la reflexión, 2012.
- El cuentista qué llego del libano.

### Poesía
- Sobres de manila, 1998.
- Laboyos y otros textos con memoria, 2005.
- Las señales de la ausencia, 2015.